# Clyde (Ohio)
Clyde ist eine City im Sandusky County, Ohio, USA. Das U.S. Census Bureau ermittelte bei der Volkszählung 2020 eine Einwohnerzahl von 6294.

## Geschichte und Wirtschaft
Anfang des 20. Jahrhunderts siedelte sich hier die Elmore Manufacturing Company, ein Pionier der Messing-Ära des Automobilbaus an.
Clyde ist Sitz einer großen Whirlpool-Fabrik, die eine Jahresproduktion von 5 Millionen Stück hat.

## Demografie
Bei der Volkszählung 2000 lebten in Clyde 6064 Menschen in 2304 Haushalten und 1633 Familien. Die Bevölkerungsdichte liegt bei 533,3 Einwohnern je km². In Clyde gibt es 2471 Häuser, was einer Bebauungsdichte von 217,3 km² entspricht.
96,04 % der Einwohner sind Weiße, 0,15 % Afroamerikaner, 0,12 % Ureinwohner, 0,26 % Asiaten, 0,03 % stammen von den pazifischen Inseln, 2,21 % von anderen Races, 1,19 % entstammen zwei Rassen. 56 % der erwachsenen Einwohner sind verheiratet.
74 % der Häuser und Wohnungen sind Eigentum ihrer Bewohner und werden von diesen nicht gemietet.